# Катамай Микола
Микола Васильович Катамай (псевдо: «Причепа», «Гордій»; 12 березня 1925, с. Ямниця, Станиславівський повіт, Станиславівське воєводство; тепер — Тисменицький район, Івано-Франківська область — 21 січня 1947, с. Угринів, Станіславський район, Станіславська область; тепер — Тисменицький район, Івано-Франківська область) — український військовий діяч, хорунжий Української повстанської армії, командир сотні «Стріла».

## Життєпис
Закінчив сільську народну школу і продовжив навчання в Станиславівській українській гімназії. Після приходу німців вступив до Ремісничої школи, яку не закінчив через розкриття гестапо підпільної мережі юнацтва ОУН, до якої він належав. Перейшов у підпілля. 
Один із перших вступив у лави УПА. З 1944 р. воював проти німців у відділі сотника «Шрама» (Степана Бурдина). Відзначився в боях, направлений до старшинської школи, після чого отримав ступінь булавного. Його неодноразово переводили з відділу у відділ, зрештою опинився у відділі «Хмари» (Петра Мельника) заступником сотенного «Явора» (Петраша Михайла). Після смерті «Явора» (30.06.1946) командує сотнею. Командиром був умілим і винахідливим. Зі свідчень повстанця Івана Семеновича Клейноти: «Прийшов наказ від командування припинити бойові операції. Але сотенний «Причепа» наказу не слухав — влаштовував засідки і наскоки, в яких і добував необхідне. Зброю, боєприпаси та все інше необхідне ми здобували самі.»
23 вересня 1945 р. чота «Причепи» обстріляла легковий автомобіль, який їхав з Тисмениці до Станиславова. Внаслідок акції було вбито заступника керівника політичного відділу 38-ої армії полковника Софрона Михайловича Голубєва.
Наказом КВШ УПА ч. 6 від 15 грудня 1946 р. з дня 14 жовтня 1946 р. підвищений у званні до старшого булавного. 
21 січня 1947 року в селі Угринів разом з п'ятьма повстанцями прийняв двогодинний бій з більшовиками. Герої по останньому набою або гранаті залишили собі, щоб не здатися окупантам.
Посмертно підвищений у званні до хорунжого.